# Colángärdsmyg
Colángärdsmyg (Pheugopedius schulenbergi) är en fågelart i familjen gärdsmygar inom ordningen tättingar.

## Utbredning och systematik
Fågeln förekommer i Andernas östsluttning i norra Peru, söder om floden Marañón. Den kategoriserades tidigare som underart till duettgärdsmyg (Pheugopedius euophrys), men urskiljs sedan 2016 som egen art av Birdlife International och IUCN. sedan 2024 även av IOC.

## Status
Den kategoriseras av IUCN som livskraftig.